# User (Gaufürst)
User (Der Starke) war ein altägyptischer Gaufürst der Ersten Zwischenzeit um etwa 2200 v. Chr.
User ist von einer Inschrift im Grab des Schemai und seiner monumentalen Scheintür bekannt, die sich 1884 bei Khozam in Oberägypten fand. Die Scheintür ist aus Grauwacke gearbeitet, gut erhalten und 2,60 Meter hoch. User trägt auf der Scheintür einige hohe Titel. Er war geliebter Gottesvater, Vorsteher der Priester, Vorsteher von Oberägypten, Vorsteher der östlichen und westliche Wüste, Großes Oberhaupt des koptischen Gaues und ältester leiblicher Königssohn. Der Titel Großes Oberhaupt des koptischen Gaues ist der Titel eines Gaufürsten. Der Titel ältester leiblicher Königssohn ist problematisch, da es nicht sicher ist, ob er einen wirklichen Sohn des Königs bezeichnet oder ob es sich um einen Ehrentitel handelt. Die Inschrift im Grab des Schemai befindet sich über einer stark zerstörten Darstellung, scheint aber den Transport eines Sarges für den König darzustellen. User ist damit an das Ende der 8. Dynastie datierbar.